# Delia propinquina
Delia propinquina este o specie de muște din genul Delia, familia Anthomyiidae. A fost descrisă pentru prima dată de Huckett în anul 1929. Conform Catalogue of Life specia Delia propinquina nu are subspecii cunoscute.